# Бреховских, Серафим Максимович
Серафи́м Макси́мович Бреховски́х (1910—1995) — советский специалист и организатор производства в области оптического, технического и строительного стекла, ситаллов и керамики.

## Биография
Родился 12 (25 мая) 1910 года в деревне Стрункино (ныне — Вилегодский район, Архангельская область) в многодетной крестьянской семье.
- 1930—1935 — технический директор стеклозавода «Заря» (Харовск, Вологодская область).
- 1935—1938 — главный инженер стеклозавода «Красный луч» (Красный Луч (Псковская область))
- 1938—1941 — начальник цеха, зам. главного инженера, главный инженер завода «Автостекло» (Константиновка, Донецкая область).
- 1941—1947 — главный инженер, директор завода № 450 (Сухой Лог (Свердловская область), сюда в связи с Великой Отечественной войной был эвакуирован завод «Автостекло»).
- 1947—1949 — директор стеклозавода «Пролетарий» (Лисичанск, Луганская область).
- 1949—1957 — зам. начальника Главстройстекло (Министерство промстройматериалов).
- 1957—1959 — главный специалист по стеклу (Госплан СССР).
- 1959—1962 — зам. директора Государственного института стекла, (Москва).
- 1962—1973 — начальник НИИ технического стекла (Москва).
- 1973−1995 — зам. начальника института, главный научный сотрудник НИИ технического стекла.

Доктор технических наук (1966), профессор (1967).
Умер 24 января 1995 года.

## Заслуги
С именем С. М. Бреховских связано решение крупных народнохозяйственных задач, направленных на укрепление научно-технического и оборонного потенциала страны. Под его руководством выполнен комплекс важных разработок, в результате которых были созданы производства прозрачной брони, закаленных стекол и зеркальных отражателей для прожекторов, технология получения полированного стекла, ситаллов и др. При его активном участии разрабатывались технологии изготовления ударопрочных стекол для саркофага В. И. Ленина, первых рубиновых звезд Кремля, закалённого стекла «сталинит», изделий остекления авиакосмической техники. Им и его научной школой созданы физико-химические основы радиационного материаловедения стекол и ситаллов.
Автор 6 монографий, более 250 научных трудов и 50 авторских свидетельств. Под его научным руководством подготовлено более 30 докторских и кандидатских диссертаций.

## Семья
Братья Серафима Максимовича Бреховских:
- Бреховских, Леонид Максимович (1917—2005),
- Бреховских, Феодосий Максимович (1903—1965).

## Награды и премии
- орден Октябрьской революции (1971)
- орден Отечественной войны I степени
- орден Трудового Красного Знамени
- медали
- Сталинская премия третьей степени (1949) — за разработку и освоение производства закалённого стекла «Сталинит»
- Ленинская премия (1963)
- Почётный авиастроитель (1990)